# Dempo Sports Club
El Dempo Sports Club es un club de fútbol de India de la ciudad de Panaji en el estado de Goa. Fue fundado en 1968 y juega en la I-League.
El club cuenta con 5 títulos de liga, 2 de la extinta National Football League y 3 I-League. Además ha conquistado en una ocasión la I-League 2. A nivel de copas nacionales ha logrado ganar en dos oportunidades la Supercopa India y en una oportunidad la Copa Durand y la Copa Federación. Finalmente a nivel local ha ganado 5 veces la Liga Profesional de Fútbol de Goa.

## Historia
Dempo Sports Club comenzó con el nombre de Bicholim club de fútbol que fue uno de los mejores de la liga en la década de 60'. los amantes del fútbol en el país recordarán a Bicholim Club de Fútbol como uno de los club de fútbol con más talento en el país. Jugadores como Subhash Sinari, Olivera Bernard, Serrao Tolentino, Bhaskar, Gaad Kalidas, Pednekar Manohar, Pednekar Bhai, Gaonkar Ganpat y Gaonkar Pandurang.
Bicholim Sports Club fue comprado por Dempo Souza en 1967 y pasó a nombrarse Dempo Sports Club Souza. El equipo siguió siendo uno de los equipo más fuerte del país, con jugadores como Eustaquio, Dass, Balaguru, Olavo, Colaco, Ignacio, Félix Barreto, Thapa, Redkar Ramesh, Carvalho Sócrates, Asnodkar Sadanand y Alornekar Tulsidas.
El Dempo Sports Club Souza finalmente se convirtió en Dempo Sports Club.
En diciembre de 2016, el club decide retirarse de la I-League debido a no estar de acuerdo con la reestructuración del futbol de la India por parte de la AIFF. En consecuencia a este hecho, el Dempo sólo disputará la Liga Profesional de Fútbol de Goa.

## Uniforme
- Uniforme titular: Camiseta azul, pantalón azul, medias azules.
- Uniforme alternativo: Camiseta blanca, pantalón blanco, medias blancas.

## Jugadores

### Plantilla 2014/15
- = Lesionado de larga duración
- = Capitán

## Palmarés
- I-League (3): 2005, 2007, 2008
- Supercopa de la India (1): 2008
- Copa Durand (1): 2008
- Copa de la India (1): 2008